# リアリー (DD-158)
|          | |
| 艦歴     | |
| 発注     | |
| 起工     | 1918年3月6日 |
| 進水     | 1918年12月18日 |
| 就役     | 1919年12月5日 1930年5月1日                                                                                           |
| 退役     | 1922年6月29日 |
| 除籍     | |
| その後   | 1943年12月24日に戦没                                                                                                 |
| 性能諸元 | |
| 排水量   | 1,090トン |
| 全長     | 314 ft 5 in (95.83 m)                                                                                                |
| 全幅     | 30 ft 5 in (9.3 m)                                                                                                   |
| 吃水     | 12 ft 0 in (3.7 m)                                                                                                   |
| 機関     | 2缶 蒸気タービン2基 2軸推進、13,500shp                                                                               |
| 最大速   | 35ノット(65 km/h) |
| 乗員     | 士官、兵員101名 |
| 兵装     | 竣工時 4インチ砲4門、3インチ砲1門、21インチ魚雷発射管12門1941年 3インチ砲6門、12.7ミリ機銃4門、21インチ魚雷発射管6門 |

リアリー (USS Leary, DD-158) は、アメリカ海軍の駆逐艦。ウィックス級駆逐艦の1隻。艦名は第一次世界大戦で海軍十字章を受章したクラレンス・F・リアリー大尉にちなむ。その名を持つ艦としては初代。

## 艦歴
のちにリアリーと命名されるこの駆逐艦はニュージャージー州カムデンのニューヨーク造船所で1918年3月6日に起工するが、艦名の由来となったリアリー大尉はこの時点では生存している。7月20日、リアリー大尉は雑役艦カールトン・ホール (USS Charlton Hall, ID-1359) で起こった船内火災に対して火傷を負いつつも消火にあたって艦と他の乗組員を救い、自らは火傷と煙の多量吸い込みにより亡くなった。12月18日にリアリー大尉の母のアン・リアリー夫人によって進水、艦長F・C・マーティン中佐の指揮下1919年12月5日に就役する。
竣工後、リアリーは1920年1月28日にボストンを出港し、慣熟航海のためグアンタナモ湾に向かう。北部水域での継続の訓練を終えたあと1921年1月22日にパナマ運河を西航して戦闘艦隊に加わる。1921年2月にペルー沖での演習に参加したあとカリブ海に戻り、6月には元ドイツ艦船に対する水上機の攻撃演習を観測する。その後、リアリーはワシントン海軍軍縮条約の影響により1922年6月29日にフィラデルフィア海軍造船所で予備艦となった。
8年後の1930年5月1日、リアリーは現役に復帰。ロードアイランド州ニューポートを母港として大西洋艦隊に属する。カリブ海での定例演習のほか、隔年で太平洋艦隊との合同演習にも参加し、1935年以降は予備役士官と士官候補生のための航海に多くの時間が割かれた。これらの航海はヨーロッパ情勢の緊迫化に伴って変更を余儀なくされ、1939年9月、リアリーはハミルトン (USS Hamilton, DD-141) とともにニューイングランド沿岸対潜隊を編成する。翌1940年からは哨戒海域が拡大され、1941年9月9日からはアイスランド行の危険な護衛任務を開始する。その間の1940年12月、大西洋方面の旧型駆逐艦は兵装の更新改装が実施され、リアリーも工事が実施された。従来の4インチ砲と魚雷発射管の半数は撤去され、3インチ両用砲6門が4インチ砲と魚雷発射管の撤去跡に装備された。また機銃兵装と爆雷兵装も強化された。11月19日、リアリーはレーダーで初めてUボートを探知し、その種の記録としては初めてのアメリカ艦船となった。1942年2月26日から1年間のリアリーは、アイスランドを拠点に様々な輸送船団の護衛任務に費やされた。
1943年2月7日、リアリーは新任務に備えてボストンに向けて出港する。乾ドックに入渠したあと、3月1日にグアンタナモ海軍基地に向けてボストンを発した。グアンタナモでは潜水艦R-5 (USS R-5, SS-82) との対戦訓練を行った。そのあとはトリニダード島および西インド諸島方面で4つの船団護衛に従事し、6月25日にニューヨークに帰投した。アメリカ本国から地中海方面に膨大な量の物資を運ぶ必要性は依然としてあり、リアリーも大西洋をおし渡る輸送船団の護衛に投入されることとなった。7月7日に輸送船団とともにニューヨークを出撃したリアリーは、アルバを経由して7月31日にアルジェに到着した。復航は往路とほぼ同じルートを使い、8月27日に輸送船団とともにニューヨークに帰着した。
秋に入り、リアリーはアーノルド・J・イズベル大佐率いる対潜部隊第21.41任務群に加わり、船団護衛に代わって対潜掃討に従事することとなった。11月下旬に護衛空母カード (USS Card, AVG-11) を基幹とする任務群とともに東海岸を出撃したリアリーは、北大西洋方面を行動した。
1943年12月24日未明、任務群は北緯45度20分 西経21度40分 / 北緯45.333度 西経21.667度の大西洋上を行動していた。その時、リアリーは右舷側からの魚雷音を探知した。艦長ジェームズ・E・キイス中佐は直ちに戦闘配置を令したが、間もなくU-275から発射されたG7es魚雷はリアリーの右舷側に命中して機関室に命中し、艦は20度に傾いた。リアリーの被雷により任務群は敵の捜索を開始し、その間にU-275とは別の潜水艦U-382がリアリーに対して砲撃を開始したが、命中しなかった。キイス中佐は総員退艦を命じたが、U-275からさらに2本の魚雷を撃ち込まれ、リアリーは艦長キイス中佐以下98名を道連れにして沈んでいった。沈没位置は北緯45度00分 西経22度00分 / 北緯45.000度 西経22.000度と推定され、生存者は僚艦シェンク (USS Schenck, DD-159) に救助された。
リアリーは第二次世界大戦の功績で1個の従軍星章を受章した。